# Сухопутные войска Пакистана
Сухопутные войска Пакистана (урду پاک فوج‎, англ. Pakistan Army) — старейшая и наиболее многочисленная часть вооружённых сил Пакистана, которая отвечает за проведение наземных военных операций.
Сухопутные войска Пакистана возникли после раздела Индии в 1947 году, когда Пакистан получил независимость. В настоящее время войска возглавляет генерал Асим Мунир. Сухопутные войска комплектуются на профессиональной основе. Численность порядка 550 000 человек. Пакистанская конституция содержит положение о воинской обязанности, но это положение никогда не применялось.

## Структура

### Состав
- 2 бронетанковые дивизии[4]
- 2 механизированные дивизии[4]
- 19 пехотных и лёгких пехотных дивизий
- 2 артиллерийские дивизии с ядерными ракетами[5]
- 7 отдельных бронетанковых бригад[4]
- 6 отдельных механизированных бригад[4]
- 9 артиллерийских бригад[4]
- 7 инженерных бригад[4]

### Типы воинских формирований
- Корпус: пакистанский армейский корпус состоит из двух и более дивизий. Им командует генерал-лейтенант. В настоящее время пакистанская армия имеет 9 армейских корпусов. Корпусной комплект частей и соединений состоит из бригады (группы) связи, инженерно-сапёрной, артиллерийской и бригады ПВО. в некоторых корпусах отсутствуют инженерно-сапёрная либо артиллерийская бригады. Некоторые корпуса имеют вертолётные эскадрильи[5].
- Дивизия: каждая дивизия находится под командованием генерал-майора, и включает в себя три бригады. Пехота, артиллерия, инженеры и подразделения связи идут в дополнение к подразделениям обеспечения, с целью обеспечить независимую деятельность. За исключением дивизий, действующих в горах, все дивизии имеют по крайней мере одну бронетанковую часть, некоторые из них даже более — в зависимости от их рода деятельности. Пехотная дивизия — самая крупная по численности. В дивизию, как правило, входят три пехотные бригады. Всего в сухопутных войсках Пакистана есть 19 пехотных дивизий, две бронетанковые дивизии и 1 артиллерийская дивизия.
- Бригада: бригада находится под командованием бригадного генерала и состоит из 3-х или более батальонов и различных подразделений. Отдельная бригада состоит из артиллерийских, пехотных, механизированных подразделений и подразделений материально-технического обеспечения поддержки деятельности. Такая бригада является частью дивизии и находится под непосредственным командованием корпуса.
- Полк: полком командует полковник. Однако в пакистанской армии нет действующего полевого оперативного полка, за исключением учебных полков. Боевой порядок пакистанской армии состоит из батальонов под командованием подполковника и бригад под командованием бригадира. Таким образом, полные полковники не выполняют командные назначения в пакистанской армии, за исключением учебных командований, штатных назначений, заместителя командира бригады или нескольких команд административных учреждений.[6]
- Батальон: батальон насчитывает около 600—900 солдат, и им командует подполковник. Это число варьируется в зависимости от типа подразделений батальона. Батальон состоит либо из трех батарей (артиллерийских или противовоздушных — обычно называемых Папа, Квебек, Ромео и штабная батарея), либо из четырех рот (пехотных — обычно называемых Альфа, Браво, Чарли и Дельта), либо из трех эскадронов (бронетанковых). Каждым из этих подразделений командует майор и состоит из других подразделений, называемых секциями (которые далее делятся на взводы и отделения).
- Рота: возглавляемая майором/капитаном, рота состоит примерно из 120—150 солдат.
- Взвод: промежуточное звено между ротой и секцией, взвод возглавляет лейтенант или, в зависимости от наличия офицеров, младший офицер в звании субедар или наиб-субедар. Его общая численность составляет около 30—36 военнослужащих.
- Секция: самое маленькое военное подразделение численностью около 9—13 человек. Командует унтер-офицер или младший офицер в звании субедар-майора, в зависимости от условий работы секции.

### Рода войск
- Пехота:[7]
  - Пенджабский полк
  - Азад-кашмирский полк
  - Полк пограничных войск
  - Северный лёгкий пехотный полк
  - Синдхский полк
  - Белуджский полк
- Бронетанковый корпус[8]
- Артиллерийский корпус[8]
- Корпус противовоздушной обороны[8]
- Корпус армейской авиации[8]
- Корпус инженеров[8]
- Корпус инженеров-электриков и механиков
- Артиллерийско-технический корпус
- Корпус связи
- Медицинский корпус

## Командование стратегических сил
Командование стратегических сил сухопутных войск Пакистана (англ. Army Strategic Forces Command) занимается управлением ядерных ракет наземного базирования.
Командование стратегических сил СВ включает в себя 21-ю (г. Пано Экил (Pano Aqil)) и 22-ю артиллерийские дивизии (г. Саргодха). Дивизии вооружены шахтными баллистическими ракетами малой и средней дальности «Гаури», «Газнави», «Шахин» и ПГРК малой дальности «Абдали».

## Список командующих сухопутными войсками с момента создания Пакистана
| Номер | Звание            | Имя                   | Годы службы                        |
| ----- | ----------------- | --------------------- | ---------------------------------- |
| 1     | Генерал           | сэр Фрэнк У. Мессерви | 15 августа 1947 — 10 февраля 1948. |
| 2     | Генерал           | сэр Дуглас Грейси     | 11 февраля 1948 — 15 января 1951.  |
| 3     | Фельдмаршал       | Мухаммед Айюб Хан     | 16 января 1951 — 26 октября 1958.  |
| 4     | Генерал           | Мухаммад Муса         | 27 октября 1958 — 17 июня 1966.    |
| 5     | Генерал           | Яхья Хан              | 18 июня 1966 — 20 декабря 1971.    |
| 6     | Генерал-лейтенант | Гуль Хассан Хан       | 21 декабря 1971 — 3 марта 1972.    |
| 7     | Генерал           | Тикка Хан             | 4 марта 1972 — 1 марта 1976.       |
| 8     | Генерал           | Мухаммед Зия-уль-Хак  | 2 марта 1976 — 17 августа 1988.    |
| 9     | Генерал           | Мирза Аслам Бек       | 18 августа 1988 — 16 августа 1991. |
| 10    | Генерал           | Асиф Наваз            | 17 августа 1991 — 8 января 1993.   |
| 11    | Генерал           | Абдул Вахид Какар     | 11 января 1993 — 12 января 1996.   |
| 12    | Генерал           | Джехангир Карамат     | 13 января 1996 — 6 октября 1998.   |
| 13    | Генерал           | Первез Мушарраф       | 7 октября 1998 — 28 ноября 2007.   |
| 14    | Генерал           | Ашфак Парвез Кайани   | 29 ноября 2007 — 29 ноября 2013.   |
| 15    | Генерал           | Рахиль Шариф          | 29 ноября 2013 — 29 ноября 2016    |
| 16    | Генерал           | Камар Джавед Баджва   | 29 ноября 2016 — 29 ноября 2022    |
| 17    | Генерал           | Асим Мунир            | 29 ноября 2022 — н. в.             |

## Вооружение и военная техника
| Тип                             | Изображение | Производство        | Назначение                                   | Количество | Примечания                   |
| Танки                           | Танки       | Танки               | Танки                                        | Танки      | Танки                        |
| ------------------------------- | ----------- | ------------------- | -------------------------------------------- | ---------- | ---------------------------- |
| Al-KhalidAl-Khalid I            |             | Китай/ Пакистан     | Основной боевой танк                         | 30050      |                              |
| Т-80УД                          |             | СССР                | Основной боевой танк                         | 315        |                              |
| Аль-Заррар                      |             | Китай/ Пакистан     | Основной боевой танк                         | 500        |                              |
| Type 85-IIAP                    |             | Китай               | Основной боевой танк                         | 268        |                              |
| Тип 69                          |             | Китай               | Основной боевой танк                         | 400        |                              |
| ZTZ-59                          |             | Китай               | Основной боевой танк                         | 600        |                              |
| Боевые бронированные машины     |             |                     |                                              |            |                              |
| M113A1/A2/PTalhaVCC-1/VCC-2     |             | США Пакистан Италия | Бронетранспортёр                             | 2300200600 |                              |
| ZSD-63                          |             |                     | Бронетранспортёр                             | 100        |                              |
| БТР-70                          |             | СССР                | Бронетранспортёр                             | 100        |                              |
| БТР-80                          |             | СССР                | Бронетранспортёр                             | 100        |                              |
| Maxxpro                         |             | США                 | Бронеавтомобиль MRAP                         | 255        |                              |
| Dingo 2                         |             | Германия            | Бронеавтомобиль                              | 10         |                              |
| Артиллерия                      |             |                     |                                              |            |                              |
| M109A2M109A5M109L               |             | США Италия          | 155-мм самоходная гаубица                    | 200115123  |                              |
| SH1                             |             | Китай               | 155-мм самоходная гаубица                    | 90         |                              |
| M110/M110A2                     |             | США                 | 203-мм самоходная гаубица                    | 60         |                              |
| M101                            |             | США                 | 105-мм буксируемая гаубица                   | 216        |                              |
| OTO Melara Mod 56               |             | Италия              | 105-мм буксируемая гаубица                   | 113        |                              |
| Д-30                            |             | Китай               | 122-мм буксируемая гаубица                   | 80         |                              |
| Тип 54                          |             | Китай               | 122-мм буксируемая гаубица                   | 490        |                              |
| Type-59-I                       |             | Китай               | 130-мм буксируемая пушка                     | 410        |                              |
| M114                            |             | США                 | 155-мм буксируемая гаубица                   | 144        |                              |
| M198                            |             | США                 | 155-мм буксируемая гаубица                   | 148        |                              |
| Panter                          |             | Турция/ Пакистан    | 155-мм буксируемая гаубица                   | 30+        |                              |
| M115                            |             | США                 | 203-мм буксируемая гаубица                   | 28         |                              |
| Type 81 SPMRL                   | Фото        | Китай               | 107-мм реактивная система залпового огня     | н/д        |                              |
| Azar                            |             | Пакистан            | 122-мм реактивная система залпового огня     | 52         |                              |
| KRL-122                         | Фото        | Пакистан            | 122-мм реактивная система залпового огня     | н/д        |                              |
| A-100                           | Фото        |                     | 300-мм реактивная система залпового огня     | 36         |                              |
| Баллистические ракеты           |             |                     |                                              |            |                              |
| Ghauri Ghauri II                |             | Пакистан            | Баллистическая ракета средней дальности      | 30         |                              |
| Shaheen-2                       |             | Пакистан            | Баллистическая ракета средней дальности      | н/д        |                              |
| Газнави (Shaheen-1)             |             | Пакистан            | Баллистическая ракета малой дальности        | 30         |                              |
| Абдали                          |             | Пакистан            | Баллистическая ракета малой дальности        | н/д        |                              |
| Хатф-1                          |             | Пакистан            | Тактическая ракета                           | 105        |                              |
| Babur                           |             | Пакистан            | Крылатая ракета                              | н/д        |                              |
| Противотанковое оружие          |             |                     |                                              |            |                              |
| M901-TOW                        |             | США                 | Самоходный противотанковый ракетный комплекс | н/д        |                              |
| Maaz                            | Фото        | Пакистан            | Самоходный противотанковый ракетный комплекс | 30         | ПТРК HJ-8 на шасси БТР Talha |
| Type 52                         |             | Китай               | 75-мм безоткатное орудие                     | н/д        |                              |
| M40A1                           |             | США                 | 106-мм безоткатное орудие                    | н/д        |                              |
| Type 56                         |             | Китай               | противотанковая пушка                        | 200        |                              |
| Армейская авиация               |             |                     |                                              |            |                              |
| AH-1F/S Cobra                   |             | США                 | Ударный вертолёт                             | 38         |                              |
| Ми-35М                          |             | Россия              | Ударный вертолёт                             | 4          |                              |
| Ми-17Ми-171E                    |             | Россия              | Транспортный вертолёт                        | 38+2       |                              |
| Ми-171Ми-172                    |             | Россия              | Транспортный вертолёт                        | 41         |                              |
| SA330 Puma                      |             | Франция             | Транспортный вертолёт                        | 31         |                              |
| AW139                           |             | Италия              | Многоцелевой вертолёт                        | 7          |                              |
| Bell 206B Jet Ranger II         |             | США                 | Многоцелевой вертолёт                        | 13         |                              |
| Bell 205Bell 205A-1 (AB-205A-1) |             | США                 | Многоцелевой вертолёт                        | 5          |                              |
| Bell 412EP Twin Huey            |             | США                 | Многоцелевой вертолёт                        | 26         |                              |
| SA319 Alouette III              |             | Франция             | Многоцелевой вертолёт                        | 20         |                              |
| SA315B Lama                     |             | Франция             | Многоцелевой вертолёт                        | 12         |                              |
| H125M Fennec                    |             | Франция             | Многоцелевой вертолёт                        | 10         |                              |
| H125 Ecureuil                   |             | Франция             | Многоцелевой вертолёт                        | [ 9 ]      |                              |
| Beechcraft King Air 350         |             | США                 | Лёгкий самолёт общего назначения             | 1          |                              |
| Cessna 208B Grand Caravan       |             | США                 | Лёгкий самолёт общего назначения             | 1          |                              |
| Jasoos                          |             | Пакистан            | Беспилотный летательный аппарат              | н/д        |                              |
| Jasoos II Bravo                 |             | Пакистан            | Беспилотный летательный аппарат              | н/д        |                              |
| Vector                          |             | Пакистан            | Беспилотный летательный аппарат              | н/д        |                              |